# Сакаџавеја
Сакаџавеја (енгл. Sacagawea; мај 1788 – 20. децембар 1812. или 9. април 1884. године) била је жена Лемхи Шошона, која је у тинејџерским годинама помогла експедицији Луиса и Кларка у истраживању територије Луизијане. Сакаџавеја је путовала са експедицијом хиљадама миља, од Северне Дакоте до Тихог океана, помажући у успостављању културних контаката са америчким староседеоцима и доприносећи експедицијском познавању природне историје у различитим регионима.
Национална америчка асоцијација за право гласа жена почетком 20. века усвојила је Сакаџавеју као симбол женске вредности и независности, подигавши неколико статуа у њено сећање и учинивши много да се испричају њена достигнућа.

## Младост
Поуздане историјске информације о Сакаџавеји су веома ограничене. Рођена је највероватније 1788. године, у племену Агаидика (звани Лемхи Шошони), у близини данашњег Салмона у Ајдаху. Овај град налази се у близини континенталног развођа Америке, на данашњој граници Ајдахо-Монтана.
1800. године, када је имала око 12 година, Сакаџавеја и неколико друге деце били су заробљени од стране групе Хидатса, у нападу који је проузроковао смрт неколико Шошона: четири мушкарца, четири жене и неколико дечака. Држана је у заточеништву у селу Хидатса, у близини данашњег Вошберна у Северној Дакоти.
Са око 13 година продата је у брак без сагласности са Тусеном Шарбоном, ловцем из Квебека. Такође је  купио још једну младу девојку из Шошона, познату као жена-видра (Otter Woman). У неким изворима говори се да је Сакаџавеју освојио коцкањем.

## Експедиција Луиса и Кларка
Године 1804, корпус открића стигао је до села Мандан, где су капетани Мериведер Луис и Вилијам Кларк изградили Форт Мандан за зимовање 1804–05. године. Интервјуисали су неколико ловаца, који би могли да тумаче или воде експедицију уз реку Мисури у пролеће. Знајући да ће морати да комуницирају са народима који су живели на извору реке Мисури, пристали су да ангажују Тусена Шарбоноа, који је тврдио да говори неколико домородачких језика, и једну од његових жена, која је говорила Шошоне језик. Сакаџавеја је у то време била трудна са својим првим дететом.
Кларк је 4. новембра 1804. године забележио у свом дневнику:
Француз по имену Чабона, који говори језик Великог Беллеиа, посети нас, желео је да унајми и обавестио нас је да су његова 2 квадрата (сквоа) Индијанци змија, ангажовали смо га (заручили) да настави са нама и узме једног од његове жене да тумаче змијски језик...— Вилијам Кларк, Clark, William. [1804] 2004. "November 4, 1804." The Journals of the Lewis and Clark Expedition Online, edited by G. E. Moulton, et al. Lincoln, NE: Center for Digital Research in the Humanities and University of Nebraska Press.
Шарбоно и Сакаџавеја преселили су се у тврђаву експедиције недељу дана касније. Кларк јој је касније дао надимак „Џејни“. Луис је забележио рођење Жан Батиста Шарбоноа, 11. фебруара 1805. године. Припадници корпуса дали су дечаку надимак „Помп“ или „Помпи“.
У априлу је експедиција напустила Форт Мандан и кренула уз реку Мисури у пирогама. Сакаџавеја је 14. маја 1805. године сачувала предмете који су испали из преврнутог чамца, укључујући дневнике и записе Луиса и Кларка. Команданти корпуса, који су хвалили њену брзу реакцију, назвали су реку Сакаџавеја, у њену част, 20. маја 1805. године. До августа 1805. године, корпус је лоцирао племе Шошона и покушавао да тргује за коње, ради преласка Стеновите планине. Искористили су Сакаџавеју за тумачење, потом открили да је вођа племена Камивејт њен брат.
Луис је забележио њихово поновно окупљање у свом дневнику:
Убрзо након тога стигао је капетан Кларк са преводиоцем Шарбоном и Индијанком, за коју се показало да је сестра поглавице Камивејта. Сусрет тих људи је био заиста дирљив, посебно између Сакаџавеје и Индијанке, која је била заробљена у исто време са њом, а која побегла од Хидатса и поново се придружила својој нацији.— Мериведер Луис, Lewis, Meriwether. [1805] 2004. "August 17, 1805." The Journals of the Lewis and Clark Expedition Online, edited by G. E. Moulton, et al. Lincoln, NE: Center for Digital Research in the Humanities and University of Nebraska Press.
Шошони су пристали да замене коње и да обезбеде водиче, који ће водити експедицију преко Стеновитих планина. Прелазак преко планине је трајао дуже него што се очекивало, а залихе хране експедиције су се смањивале. Када су се спустили у умереније регионе, Сакаџавеја је помогла да се пронађу и скувају корени камазије, како би повратили снагу.
Док се експедиција приближавала ушћу реке Колумбије, на обали Пацифика, Сакаџавеја се одрекла свог појаса са перлама, како би омогућила капетанима да тргују за крзнени огртач, који су желели да донесу председнику Томасу Џеферсону.
Кларков запис у дневнику за 20. новембар 1805. гласи:
Један од Индијанаца је имао на себи капут направљен од коже две морске видре, крзно им је било богатије од било ког крзна које сам икада видео. Капетан Луис и ја смо покушали да купимо капут са различитим артиклима. Најзад, купили смо га за појас од плавих перли, који је жена нашег тумача Шабоноа носила око свог струка.…— Вилијам Кларк, Clark, William. [1805] 2004. "November 20, 1805." The Journals of the Lewis and Clark Expedition Online, edited by G. E. Moulton, et al. Lincoln, NE: Center for Digital Research in the Humanities and University of Nebraska Press. Archived from the original 2 February 2008.
Када је корпус стигао до Тихог океана, сви чланови експедиције, укључујући Сакаџавеју и Кларковог поробљеног слугу Јорка, гласали су 24. новембра о локацији за изградњу зимске тврђаве. У јануару, када је лешина кита пронађена на плажи јужно од Форт Клатсопа, Сакаџавеја је инсистирала да види ову „монструозну рибу“. Приближили су се Стеновитим планинама у јулу 1806. године.
Кларк је 6. јула забележио:
Индијанка ме је обавестила да је често била на овој равници и да је добро зна... Рекла је да ћемо открити процеп у планинама у нашем правцу.— Вилијам Кларк, Clark, William. [1805] 2004. "July 6, 1806." The Journals of the Lewis and Clark Expedition Online, edited by G. E. Moulton, et al. Lincoln, NE: Center for Digital Research in the Humanities and University of Nebraska Press. Archived from the original 2 February 2008.
Недељу дана касније, 13. јула, Сакаџавеја је посаветовала Кларка да пређе у слив реке Јелоустоун, сада познат као прелаз Боузман. Касније је овај пут изабран као оптимална рута за севернопацифичку железницу.
Док је Сакаџавеја приказана као водич за експедицију, забележено је да је пружала смернице у само неколико случајева, првенствено у данашњој Монтани. Њен рад као преводилац помогао је експедицији у преговорима са Шошонима. Али, она је такође имала значајну вредност за мисију само својим присуством. То што су жена и беба путовали са њима, демонстрирало је мирољубиву намеру експедиције. Док је путовао кроз садашњи округ Френклин у Вашингтону, октобра 1805. године, Кларк је приметио да „жена Шарбоноа, нашег преводиоца, помирује све Индијанце, јер је, према нашим пријатељским намерама, жена са групом мушкараца знак мира.“ Даље је написао да је она „потврдила тим људима наше пријатељске намере, јер ниједна жена никада не прати ратну групу Индијанаца у овој четврти“.
Док је Кларк путовао низводно од Форт Мандана, писао је Шарбоноу, 20. августа 1806. године:
Дуго сте били са мном и понашали се на такав начин да стекнете моје пријатељство. Ваша жена, која вас је пратила на том дугом, опасном и заморном путу до Пацифика и назад, заслужила је већу награду за своју пажњу и услуге, него што је било у нашој моћи да јој дамо код Мандана. Што се тиче твог малог Сина (мој дечак Помп), ти добро знаш моју наклоност према њему и моју стрепњу да га узмем и одгајам као своје дете... Ако си одлучан да прихватиш било коју од мојих понуда и доведеш ми свог сина, најбоље је да твоја жена Џејни пође са тобом, да се брине о дечаку док га не добијем... Желећи теби и твојој породици велики успех и нестрпљиво очекујем да видим мог малог дечака који игра, Батиста, остаћу твој пријатељ, Вилијам Кларк.— Вилијам Кларк, Kastor, Peter J., ed. 2003. "Sacagawea in primary sources." American Indian Women. St. Louis: American Cultural Studies, Washington University. Archived from the original on 11 February 2006.

## Каснији живот и смрт

### Деца
Након експедиције, Шарбоно и Сакаџавеја су провели три године у племену Хидатса, пре него што су 1809. године прихватили позив Вилијама Кларка да се населе у Сент Луис, у Мисурију. Поверили су Жан Батистово образовање Кларку, који је младића уписао у интернат Академије Сент Луис.
Сакаџавеја је родила ћерку Лизет Шарбоно око 1812. године. Лизет је препозната као једногодишња девојчица у документима за усвајање из 1813. године, препознајући Вилијама Кларка као њеног старатеља, који је те године усвојио и њеног старијег брата. Пошто се у Кларковим папирима Лизет касније не помиње, верује се да је умрла у детињству.

### Смрт
Према Бони Батерфилд, историјски документи сугеришу да је Сакаџавеја умрла 1812. године од непознате болести. На пример, у двенику Хенрија Брекенриџа, трговца крзном, из 1811. године, писало је да Сакаџавеја и Шарбоно живе у тврђави. Брекенриџ је записао да је Сакаџавеја „постала болесна и да је чезнула да поново посети своју родну земљу“. Џон Лутиг, службеник Форт Лизе, забележио је у свом дневнику 20. децембра 1812. године да је „жена Шарбоноа умрла од пегавог тифуса." Рекао је да је "имала око 25 година. Оставила је иза себе фину, новорођену девојчицу." Документи које је поседовао Кларк показују да је Шарбоно већ поверио свог сина Батиста Кларковој бризи, на Кларково инсистирање.
У фебруару 1813. године, неколико месеци након Лутиговог уноса у дневник, 15 мушкараца је убијено у нападу домородаца на Форт Лизу, која се тада налазила на ушћу реке Бигхорн. Џон Лутиг, као и Сакаџавејина мала ћерка, били су међу преживелима. Погрешно се мислило да је и Шарбоно убијен, али је живео најмање 76 година. Он је преписао формално старатељство над својим сином и ћерком Вилијаму Кларку 1813. године.
Као додатни доказ да је Сакаџавеја умрла 1812. године, Батерфилд пише:
У документу о усвајању, који је сачињен у судским списима за сирочад у Сент Луису, у држави Мисури, стоји: „11. августа 1813. године, Вилијам Кларк је постао старатељ Тусанту Шарбоноу, дечаку од око десет година, и Лизети Шарбоно, девојчици од око годину дана.' Да би суд у држави Мисури у то време одредио дете као сироче и дозволио усвајање, оба родитеља су морала бити потврђена као мртва у судским документима.— Бони Батерфилд, Butterfield, Bonnie (2010). "Sacagawea's Death". Native Americans: The True Story of Sacagawea and Her People.
Последњи забележени документ који се односи на Сакаџавејин живот, појављује се у оригиналним белешкама Вилијама Кларка, написаним између 1825. и 1826. године. Он наводи имена сваког од чланова експедиције и њихово последње познато место боравка. О Сакаџавеји пише: „Сакаџавеја— мртва.“
Нека усмена предања говоре да је Сакаџавеја напустила свог мужа Шарбоноа, прешла Велике равнице и удала се у племену Команчи. Речено је да се вратила Шошонима 1860. године у Вајомингу, где је умрла 1884. године. Међутим, не постоје конкретни докази који подржавају ову причу.

#### Жан Батист Шарбоно
Сакаџавејин син, Жан Батист Шарбоно, имао је авантуристички живот. Познат као дете које је са својом мајком пратило истраживаче до Тихог океана и назад, имао је доживотни статус славне личности. Са 18 година спријатељио се са немачким принцeм, војводом Паулом Вилхелмом од Виртемберга, који га је одвео у Европу. Тамо је Жан Батист живео шест година међу краљевским породицама, док је учио четири језика и наводно имао дете у Немачкој по имену Антон Фриз.
Након што му је новорођени син умро, Жан Батист се вратио из Европе у Сједињене Државе 1829. године. После тога је живео као граничар у западном САД. Године 1846. био је водич за Мормонски батаљон, током изградње првог вагонског пута за Јужну Калифорнију. Док је био у Калифорнији, именован је за судију. Није му се свидео начин на који су староседеоци третирани, па је напустио посао и постао хотелски службеник у Оберну, у Калифорнији.
Након шест година рада у Оберну, Жан Батист је отишао у потрагу за богатством у рудницима злата, у Монтани. Имао је 61 годину и путовање је било превише за њега. Разболео се од упале плућа и умро је у забаченој области близу Данера, у Орегону, 16. маја 1866. године.

### Гробно место
Питање Сакаџавејиног места сахране привукло је пажњу националних суфражиста, који траже бирачка права за жене, према аутору Рејмонду Вилсону. Вилсон тврди да је Сакаџавеја постала узор, на коју су суфражисти указивали „с поносом“. Још више пажње добила је 1930-их, након објављивања историјског романа о њој.
Вилсон напомиње:
Интересовање за Сакаџавеју достигло је врхунац и контроверзе су се појачале када је др Грејс Рејмонд Хебард, професор политичке економије на Универзитету Вајоминг у Ларамију и активна присталица Деветнаестог амандмана, покренула кампању за подизање здања у част Сакаџавејине наводне смрти 1884. године.— Рејмонд Вилсон, Wilson, Raymond (1999). Ohiyesa: Charles Eastman, Santee Sioux. University of Illinois Press.  978-0-252-06851-5.
У извештају о експедицији, објављеном у мају 1919. године, стоји да је „вајар, господин Бруно Зим, који је тражио модел за статуу Сакаџавеје, која је касније подигнута на изложби куповине у Луизијани у Сент Луису, открио запис о њеној смрти из 1884. године (када је имала деведесет пет година) у резервату Шошони, у Вајомингу, и њен ветром завејан гроб."
Др Чарлс Истмен1925. године ангажовао је Биро за домородачка питања да лоцирају Сакаџавејине посмртне остатке. Истман је посетио разна племена да би интервјуисао старешине који су можда знали или чули за Сакаџавеју. Сазнао је за жену Шошона, у резервату реке Винд, са именом Команча Пориво ('главна жена'). Неки од оних које је интервјуисао рекли су да је говорила о дугом путовању на којем је помагала белцима и да је имала сребрну Џеферсонову медаљу мира, какву је носила експедиција Луиса и Кларка. Нашао је жену Команча по имену Такутине, која је рекла да је Пориво њена бака. Према Такутине, Пориво се удала у племену Команчи и имала још деце, укључујући Такутининог оца, Тиканафа. Пориво је напустила племе након што је њен муж, Џерк-Мит, убијен.
Према овим наративима, Пориво је неко време живела у Форт Бриџеру, у Вајомингу, са својим синовима Базилом и Батистом, од којих је сваки знао неколико језика, укључујући енглески и француски. На крају се вратила у Лемхи Шошоне, у резервату Винд Ривер, где је забележена као „Базилова мајка“. Верује се да је ова жена, Пориво, умрла 9. априла 1884. године.
Истман је закључио да је Пориво Сакаџавеја. 1963. године, на основу ове тврдње, у Форт Вашакиу у резервату Винд Ривер у близини Ландера, у Вајомингу, подигнут је споменик „Сакаџавеји од Шошона“.
Веровање да је Сакаџавеја доживела дубоку старост и умрла у Вајомингу било је широко распрострањено у Сједињеним Државама кроз „Сакаџавеју” (1933), биографију коју је написала историчарка Грејс Рејмонд Хебард, професорка Универзитета у Вајомингу, на основу њеног истраживања, које је трајало 30 година.
Сенди Микелсон препричава налазе Томаса Х. Џонсона, који у својој књизи „Такође се зове Сакаџавеја: Украдени идентитет главне жене” (2007) тврди да је Хебард идентификовала погрешну жену када се ослонила на усмену историју. Критичари су такође довели у питање Хебардин рад јер је Сакаџавеју приказала на начин који је описан као „неоспорно дуга на романтици и кратка на чврстим доказима, пати од сентиментализације индијске културе.“

## У популарној култури
Неки измишљени извештаји спекулишу да је Сакаџавеја била романтично повезана са Луисом или Кларком током њихове експедиције. Али, док часописи показују да је била пријатељски настројена према Кларку и да би му често чинила услуге, идеја о романтичној вези настала је од стране романописаца, који су много касније писали о експедицији. Ова фикција је овековечена у вестерн филму „Далеки хоризонти” (1955).

### Филм и телевизија
Неколико филмова, како документарних тако и играних, снимљено је о Сакаџавеји„”:
- „Далеки хоризонти” (1955) –  Дона Рид[31]
- „Луис и Кларк: велико путовање на запад” (2002) – улогу тумачи Алекс Рајс[32]
- „Џеферсонов запад” (2003) – улогу тумачи Седар Хенри[33]
- „Симпсонови, сезона 15, епизода 11: Турнеја по маргинама” (2004) – улогу тумачи Лиза Симпсон[34]
- „Путовање Сакаџавеје” (2004)[35]
- „Одлична авантура Била и Мериведера” (2006) – улогу тумачи Кристал Лисн[36]
- „Ноћ у музеју” (2006) – улогу тумачи Мизуо Пек[37]
- „Дух Сакаџавеје” (2007)[38]
- „Ноћ у музеју 2: Битка за Смитсонијан” (2009) – улогу тумачи Мизуо Пек[39]
- „Ноћ у музеју: Тајна гробнице” (2014) – улогу тумачи Мизуо Пек[40]

### Књижевност
Два романа из раног двадесетог века обликовала су већи део перцепције јавности о Сакаџавеји. The Conquest: The True Story of Lewis and Clark (1902), написала је америчка суфражисткиња Ева Емери Дај и објављена је у ишчекивању стогодишњице експедиције. Национална америчка асоцијација за право гласа прихватила ју је као женског хероја, а бројне приче и есеји о њој објављени су у женским часописима. Неколико деценија касније, Грејс Рејмонд Хебард је објавила Sacajawea: Guide and Interpreter of Lewis and Clark (1933) и постигла још већи успех.
Сакаџавеја је од тада постала популарна фигура у историјским романима и романима за младе. У свом роману Sacajawea (1979), Ана Ли Волдо истраживала је причу о Сакаџавејином повратку у Вајоминг 50 година након њеног одласка. Ауторка је била добро свесна историјског истраживања које подржава смрт из 1812. године, али је одабрала да истражи усмену традицију.

### Музика и позориште
- У „Концерту за клавир бр. 2 по Луису и Кларку” Филипа Гласа, други став носи наслов „Сакаџавеја”.

- Сакаџавеја се помиње у песми анимиране серије Schoolhouse Rock, под називом Elbow Room, као водич за Луиса и Кларка.[43]

- Сакаџавеја се помиње у песми Стивија Вондера Black Man са албума Songs in the Key of Life (1976).

- Албум музичара Тингстад и Рамбел, под називом Legends, из 1988. године, укључује песму  „Сацајавеа“.[44]

- Сакаџавеја је назив мјузикла Крега Бомлера и Мери Брекен Филипс. Наручила га је позоришна компанија Willows Theatre Company у северној Калифорнији, а премијерно је приказан на годишњем фестивалу Џона Мјура у лето 2008. године.[45][46][47][48]

- Италијанска пијанисткиња и композиторка Алесандра Целети је 2010. године издала Sketches of Sacagawea.[49]

### Други медији
„Вечера”, уметничка инсталација феминистичке уметнице Џуди Чикаго, садржи место за Сакаџавеју у Крилу три, као део програма American Revolution to the Women's Revolution. 
Прва епизода историјског подкаста, The Broadsides, укључује дискусију о Сакагавеји и њеним достигнућима током експедиције Луиса и Кларка.

## Споменице и почасти
Постији интерпретативни, културни и образовни центар Сакаџавеја, који се налази у Салмону, Ајдахо, поред река и планина, у домовини Сакаџавеје. Садржи мали музеј и продавницу поклона, у парку од 290.000 m².
Сакаџавеја је била важан члан експедиције Луиса и Кларка. Национална америчка асоцијација за право гласа сa почетка 20. века усвојила ју је као симбол женске вредности и независности, подигавши неколико статуа и плоча у њено сећање, и учинивши много на ширењу приче о њеним достигнућима.
Године 1959. Сакаџавеја је уведенa у Дворану великих западњака, Националног музеја каубоја и западног наслеђа. Године 1976. примљена је у Национални музеј каубојки и Кућу славних у Форт Ворту, Тексас. Године 2001. добила је титулу почасног наредника Редовне војске од стране председника Била Клинтона. Године 2003. примљена је у Националну женску кућу славних.
УСС Сакаџавеја је један од неколико америчких бродова названих у њену част.
Сваког августа у граду Кловерпорт, у Кентакију, се одржава фестивал назван у њену част.

### Кованице
2000. године, Ковница Сједињених Држава издала је Сакаџавеја долар у њену част, који приказује Сакаџавеју и њеног сина, Жан Батиста Шарбоноа. Пошто не постоји савремена слика Сакаџавеје, лице на новчићу је направљено по узору на модерну Шошон-Бенок жену. Дизајн портрета је необичан, пошто су ауторска права додељена и у власништву су Ковнице новца САД. Портрет није у јавном власништву, као што је већина дизајна америчких новчића.

### Географија и паркови
- Језеро Сакакавија у Северној Дакоти

- Меморијално подручје Сакаџавеја, при пролазу Лемхи, националном историјском обележју којим управља Национална шумарска служба, а налази се на граници Монтане и Ајдаха, где посетиоци могу да пешаче Националном историјском стазом Луиса и Кларка. Кћери америчке револуције (ДАР) су 1932. године створиле меморијалну област у част Сакаџавеје, за њену улогу у успеху експедиције Луиса и Кларка.[21]
- Маунт Сакаџавеја, округ Фремонт, Вајоминг, и припадајући глечер Сакаџавеја
- Сакаџавеја стаза наслеђа, бициклистичка стаза у Вашингтону
- Сакаџавеја Патера, калдера на планети Венери
- Врх Сакаџавеја
- Округ Валауа, Орегон
- Парк Сакаџавеја, округ Галатин, Монтана
- Округ Кастер, Ајдахо
- Река Сакаџавеја, Монтана
- Државни парк Сакаџавеја у Паску, Вашингтон

### Скулптуре
- Асторија, Орегон — „Сакаџавеја и беба”, аутор Џим Деметро: бронзана статуа Сакаџавеје и Жан Батиста у природној величини, која се налази у националном меморијалном парку Клатсоп, у Луису и Националном историјском парку Кларк, изван центра за посетиоце.[21]

- Бизмарк, Северна Дакота — аутор Леонардо Крунело (1910): приказана са бебом Помпом, смештен на територији главног града Северне Дакоте. Године 2003. држава је дала реплику Националној колекцији статуа, у Центру за посетиоце Капитола у САД.[56]

- Бојси, Ајдахо — постављен испред Историјског музеја Ајдаха у јулу 2003. године.

- Каскејд Локс, Орегон— „Сакаџавеја и морепловац“, аутор Хедер Содерберг (2010). Сакаџавеја показује пут једном руком, а њен син се држи за прст њене друге руке. Постављена је поред пса Симана.[57]

- Шарлотсвил, Вирџинија — споменик је уклоњен од стране града 10. јула 2021. године. Била је то статуа Мериведера Луиса, Вилијама Кларка и Сакаџавеја. Градско веће Шарлотсвила изгласало је у новембру 2019. године да уклони статуу са њене локације, што је одлука коју за су „навијали локално индијанско племе, монаканска индијанска нација и потомци Сакаџавејине породице у Ајдаху. Они су рекли да статуа представља слабу и сервилну слику Сакаџавеја, која је била кључни водич и тумач за Луиса и Кларка.“[58]

- Чејмберлен, Јужна Дакота — преко 15 метара висока статуа Сакаџавеја, близу реке Мисури. Сакаџавеја је приказана са великим, разнобојним шалом који дува иза ње, док јури преко реке у нове територије.[59]

- Чини, Вашингтон — аутор Харолд Балаж (1960): статуа Сакаџавеје је изложена у ружичњаку испред Председничке куће на Универзитету Источни Вашингтон.

- Коди, Вајоминг — аутор Хари Џексон (1980): обојена у бронзу, висока 2.9 метара, статуа се налази у историјском центру Бафало Бил.

Коди, Вајоминг — аутор Ричард В. Гривс (2005): направљена од бронзе, висине 1,8 метара, скулптура се налази у историјском центру Бафало Бил.
- Дејтон, Вашингтон— „Тешко путовање“, аутор Керол Гренде (2009): Статуа Сакаџавеје близу улаза у Историјски пут.[60]

- Форт Бентон, Монтана — аутор Роберт Скривер: скулптура Сакаџавеје и њене бебе, капетана Луиса и Кларка, у парку скулптура поред реке.

- Форт Ворт, Тексас — ауторка Глена Гудакре (2001): Статуа Сакаџавеје испред Националне куће славних каубојки.

- Годфри, Илиноис — ауторка Глена Гудакре: на колеџу Луис и Кларк. Такође је дизајнирала слику на Сакаџавеја долару.

- Грејт Фолс, Монтана — „Истраживачи на портижу“, аутор Роберт Скривер, садржи бронзану статуу Сакаџавеје у размери 3/4, њене бебе Жа -Батиста, Луиса, Кларка, Афроамериканца Јорка и њуфаундлендског пса Симана. Ранија верзија овог дела, у Оверлук Парку у Грејт Фалсу, изоставља Сакаџавеју. Рекреација унутар музеја садржи Сакаџавју и Батиста.

- Грејт Фолс, Монтана— „Тешко путовање“ аутор Керол Гренде: бронзана статуа Сакаџавеје висине од 2,9 метара. Статуа је посвећена Федералном суду реке Мисури 2010. године.[60]
- Канзас Сити, Мисури — Споменик Corps of Discovery Monument, аутор Јуџин Л. Дауб (2000): Садржи фигуре Сакаџавеје и Жан Батиста, Јорка и Симана у природној величини.[21][61]
- Ландер, Вајоминг — на локалном гробљу постоји висока статуа Сакаџавеје (1,8 метара), са надгробним споменицима низбрдо посвећеним њој, мужу и деци.
- Луистон, Ајдахо — више статуа, укључујући и једну дуж главног прилаза граду.
- Лонгвју, Вашингтон — статуа Сакаџавеје и Жан Батиста постављена је у парку језера Сакаџавеја, у близини пешачког моста 2005. године.
- Мобриџ, Јужна Дакота — Споменик Сакаџавеји: обелиск подигнут на наводном месту њене смрти, који одаје почаст Сакаџавеји, као припадници племена Шошони, а и за њен допринос експедицији Корпуса открића. Повезана ознака „датира њену смрт као 20. децембар 1812. године и наводи да њено тело мора бити закопано негде близу места старе Форт Мануел, која се налази око 48 километара северно од ознаке.“[21]Статуа Сакаџавеје у Салмону, Ајдахо, њеном родном граду.Портланд, Орегон — ауторка Алис Купер (1905): статуа Сакаџавеја и Жан Батист је откривена 6. јула 1905. године и пресељена у Вашингтон Парк, 6. априла 1906. године.
- Портланд, Орегон — ауторка Глена Гудакре: налази се на колеџу Луис и Кларк, трајно постављена 5. септембра 2004. године.[62]
- Ричланд, Вашингтон — аутор Том Меклеланд (2008).[63]
- Салмон, Ајдахо— ауторка Агнес Винцен Талбот (август 2005): Статуа Сакаџавеје и њеног сина. Ова статуа се налази у парку, у близини првобитне домовине Сакаџавеје.[64]
- Сент Луис, Мисури — аутор Хари Вебер (2002): статуа Сакаџавеје са бебом у колевци.[65]
- Три Форкс, Монтана, у парку Сакаџавеја — статуа у част Сакаџавеји, изграђена у области где је била отета као млада девојка.[21]
- Староседелачки резерват Винд Ривер, Вајоминг: Према усменој традицији, Сакаџавеја је напустила свог мужа и побегла у Вајоминг 1860-их година. Њено наводно место сахране налази се на гробљу резервата, са надгробним натписом који датира њену смрт као 9. април 1884. године. Међутим, усмено предање такође указује је то гроб жене по имену Пориво (уписана као „Базилова мајка“).[21]